# Taitō

Sectorul Taitō pe harta Tokyo

Taitō (台東区 Taitō-ku?) este un sector special al zonei metropolitane Tōkyō în Japonia. Se află lângă  Kanda River[*] și  Sumida River[*]. Are o suprafață de 10,11 km². Populația este de 210.528 locuitori, determinată în 1 martie 2021.